# Demon City Shinjuku, la città dei mostri
Demon City Shinjuku, la città dei mostri (?, 魔界都市＜新宿＞) è un film anime prodotto in Giappone nel 1988 da Madhouse e distribuito direttamente in DVD. In Italia l'anime è distribuito dalla Dynit.

## Trama
Oggi Shinjuku è uno dei quartieri più attivi di Tokyo, ma nel futuro molto prossimo in cui è ambientata la storia, tutta la zona è stata invasa da creature demoniache sopraggiunte improvvisamente sulla Terra. Kyoya è il protagonista della storia e il suo compito è di impedire una nuova catastrofe che si sta per abbattere sulla Terra e che questa volta potrebbe portare all'estinzione dell'umanità. Dovrà portare a termine la battaglia che il padre, fallendo nel suo compito, aveva condotto dieci anni prima, scoprendo poco a poco tutti i suoi poteri latenti.